# کانتون کانیار
کانتون کنر (به اسپانیایی: Cantón Cañar) یک منطقهٔ مسکونی در اکوادور است که در استان کانیار واقع شده‌است.

## خصوصیات
کانتون کنر ۳٬۱۶۰ متر بالاتر از سطح دریا واقع شده‌است.